# Gold Medallion Software
Gold Medallion Software Inc. était une entreprise qui exerçait son activité dans le domaine de la distribution de jeu vidéo. L'entreprise, fondée en juin 1992 à North Andover dans le Massachusetts, aux États-Unis, pendant sa durée de vie très courte, a publié quelques compilations, des rééditions et quelques jeux comme Tubes. L’entreprise sera plus tard établie à Scottsdale dans l'Arizona. L’entreprise devient filiale du groupe Candel Inc. qui sera racheté par GT Interactive Software en 1996.

## Liste de jeux
- Doom
- Epic Pinball
- Gamma Wing
- Game Pack CD: 40 VGA Games
- Game Pack CD: 37 VGA Games - Volume 2
- Hugo's House of Horrors
- Tubes
- Warcraft: Orcs and Humans